# 군수분과
군수분과(Logistics Branch)는 미국 육군 장교을 위한 병과로, 병기대, 병참대 그리고 수송대를 묶어 2008년 1월 1일에 설립하였다.
이 분과는 병사나 준사관에게는 아무런 상관이 없으며, 소위는 계속해서 병참, 병기, 수송장교로 입대하며,  다기능 군수대위직업과정(CCC-RC) 혹은 군수대위직업과정 (LOG C3)를 마치거나, 이전판 과정인 고급군수장교과정을 마쳤다면, 모든 현역, 예비역, 국가방위대의 병참, 병기, 수송대 장교는 이 분과로 분류된다. 이 분과의 설립은 Functional Area 90→기능군수지역90 혹은 Multifunctional Logistician→다기능 군수가 프로그램을 육군 기본 분과로 들어가게 하였다. 
포트 리의 병참학교, 포트 유스티스의 수송학교, 에버딘 실험장의 병기학교는 2011년에 버지니아주의 포트 리에 통합되었다.

## 같이 보기
- 병기대 (미국)
- 병참대 (미국)
- 수송대 (미국)

## 참고
1. 1 2  “Army creates new branch for Logistics Officers” (영어). Military News. Office of the Chief of Transportation. 2008년 1월 10일. 2023년 8월 18일에 확인함.
2. ↑  “Branch Insignia - Logistics” (영어). The Institute of Heraldry. 2023년 7월 21일에 확인함.

- “Position title: Army Logistics Officer”. 《U.S. Army Talent Management》 (영어). 2023년 8월 18일에 확인함.